# Сухарев, Александр Петрович
Александр Петрович Сухарев (1919, Оренбург —1943) — красноармеец Рабоче-крестьянской Красной Армии, участник Великой Отечественной войны, Герой Советского Союза (1944).

## Биография
Александр Сухарев родился 30 сентября 1919 года в Оренбурге. После окончания семи классов школы работал столяром. В 1939 году Сухарев был призван на службу в Рабоче-крестьянскую Красную Армию. С февраля 1943 года — на фронтах Великой Отечественной войны.
К октябрю 1943 года красноармеец Александр Сухарев был сапёром 12-го отдельного сапёрного батальона 106-й стрелковой дивизии 27-го стрелкового корпуса 65-й армии Центрального фронта. Отличился во время битвы за Днепр. 15 октября 1943 года Сухарев совершил три рейса через Днепр в районе посёлка Лоев Гомельской области Белорусской ССР, переправив в общей сложности 45 бойцов и командиров на плацдарм на его западном берегу. Во время очередного рейса он был ранен. Сутки спустя он вернулся на переправу и продолжил осуществлять переправу. В последующих боях он получил тяжёлые ранения, от которых скончался 15 ноября 1943 года. Первоначально был похоронен в деревне Пустая Гряда Лоевского района Гомельской области Белорусской ССР, позднее был перезахоронен в братской могиле в деревне Уборок того же района.

## Награды и звания
Указом Президиума Верховного Совета СССР «О присвоении звания Героя Советского Союза генералам, офицерскому, сержантскому и рядовому составу Красной Армии» от 15 января 1944 года за «образцовое выполнение боевых заданий командования на фронте борьбы с немецкими захватчиками и проявленными при этом отвагу и геройство» красноармеец Александр Сухарев посмертно был удостоен высокого звания Героя Советского Союза. Также был награждён орденами Ленина и Красной Звезды, медалью.

## Память
В честь Сухарева названы улицы в Оренбурге, деревне Уборок Лоевского района Гомельской области.